# Chelibranchus fletcheri
Chelibranchus fletcheri is een pissebed uit de familie Desmosomatidae. De wetenschappelijke naam van de soort is voor het eerst geldig gepubliceerd in 1975 door Paul & George.